# Литъл Микс
„Литъл Микс“ (на английски: Little Mix), известна по-рано като „Ритмикс“ е британска момичешка музикална група, която печели X-Factor Великобритания през 2011 г., като става първата момичешка банда, която печели форма̀та. Групата има четири члена – Пери Едуардс, Джейд Търлоу, Лий-Ан Пинок и Джеси Нелсън.

## Членове

### Пери Едуардс
Пери Луиз Едуардс (на английски: Perrie Louise Edwards) е родена на 10 юли 1993 г. в Южен Шийлдс, Тайн, Англия. Майка ѝ Деби Дъфи и баща ѝ Александър Едуардс се развеждат, когато е малка. И двамата ѝ родители са се занимавали с музика. Баща ѝ е бил част от групата Alexander’s Palace. Майка ѝ е била певица. Има по-малка сестра на име Джона. На първото си прослушване за шоуто изпълнява You Oughta Know от Аланис Морисет. Обича китайска храна и пие много алкохол. Още от малка обича да мести мебели в стаята си и иска да стане интериорен дизайнер. Има 4 кучета, 2 котки, 2 джербила, змия, хамстер, пони и папагал. Любимият ѝ филм е Braveheart. Може да свири на китара. Била е сгодена за Зейн Малик от британско-ирландската момчешка банда „Уан Дайрекшън“.

### Джейд Търлоу
Джейд Амелия Търлоу (на английски: Jade Amelia Thirlwall) е родена на 26 декември 1992 г. в Южен Шийлдс, Тайн и Уиър, Англия. Майка ѝ се казва Норма. Пробвала се е в X-Factor три пъти – през 2008, 2010 и 2011 година. Песента, която пее на последния кастинг е „I Wanna Hold Your Hand“. Често е сравнявана с Черил Коул. Известна с това, че носи много пръстени. Любимите ѝ ястия са лазанята и обожава бисквитки и мъфини. Любимите ѝ цветове са лилаво и бяло. Обича филмите на Дисни и се страхува от клоуни. Любимите ѝ изпълнители са Motown и Ейми Уайнхаус. За нея идеалната среща би била посещение на бисквитена фабрика сутринта, по обяд обиколка в парижкия „Дисниленд“ и купища подаръци през останалата част от деня.

### Лий-Ан Пинок
Лий-Ан Пинок (на английски: Leigh-Anne Pinnock) е родена на 4 октомври 1991 г. в Уаикомб, Бъкингамшър, Англия. Майка ѝ се казва Дебора. Нейните родители се развеждат през 2009 година. Започва да пее на 9 години. Твърди, че ако вярваш достатъчно в успеха, провалът сам губи доверие в теб. Неслучайно колежките ѝ я наричат „Борбеното миксче“! Взима шофьорската си книжка от втория път, а преди X-Factor работи като сервитьорка в Pizza Hut. Едно от най-големите вдъхновения за певицата е Лиса Търтъл от ситкома Saved by the Bell. Любимите ѝ музиканти са Риана, Сия. Може да рапира, има фобия от летящи насекоми, и куче, което се казва Харви. Любимото ѝ ястие е начос с гуакамоле, а любимият ѝ цвят е лилавият. Любимите ѝ филми са „Титаник“ или тези с Камеран Диас. На първото прослушване изпълнява Only Girl (in the world) на Риана.

### Джеси Нелсън
Джесика (Джеси) Луиз Нелсън (на английски: Jessica (Jesy) Louise Nelson) е родена на 14 юни 1991 г. в Ромфорд, Есекс, Англия. Преди да стане част от „Литъл Микс“, е работила като барманка. Тя разбива журито с изпълнението си Bust Your Windows на Джазмин Съливан. Черпи вдъхновение за стила си от Гуен Стефани. Сред музикалните ѝ вдъхновения са Черил Коул и Ед Шийрън, а Спайс Гърлс никога няма да избледнеят от плаката на стената ѝ (особено Гери Халиуел, на която Джеси подражава от малка). Любимата ѝ храна е всичко от южноафриканската верига „Нандос“. Любимите ѝ цветове са всички, но най-вече синият. Любимият ѝ албум е на Крис Браун – F.A.M.E. Любимият ѝ филм е „Твърде лично“. Идеалната среща за нея е в Нандос, но като групова среща. Била е сгодена за Джейк Роч от британската момчешка музикална банда Rixton. През 2018 се разделя с предишния си приятел Хари Джеймс. Заедно са 16 месеца. Тя има връзка с Chris Hughes.

## Галерия
- „Литъл Микс“ през 2012
- Литъл Микс през 2013
- „Литъл Микс“ през февруари 2014
- „Литъл Микс“ през 2016
- „Литъл Микс“ по време на The Glory Days Tour
- „Литъл Микс“ и Ники Минаж по време на Европейските музикални награди на MTV през 2018

## Дискография

### Студийни албуми
- DNA (2012)
- Salute (2013)
- Get Weird (2015)
- Glory Days (2016)
- LM5 (2018)
- Confetti (2020)

### Компилации
- Between Us (2021)

### Сингли
- Cannonball (2011)
- Wings (2012)
- DNA (2012)
- Move (2013)
- Little Me (2013)
- Word Up! (2014)
- Black Magic (2015)
- Love Me Like You (2015)
- Secret Love Song (2016)
- Shout Out to My Ex (2016)
- Touch (2017)
- No More Sad Songs (2017)
- Power (2017)
- Reggaetón Lento (Remix) (2017)
- Only You (2018)
- Woman Like Me (2018)
- Think About Us (2019)
- Bounce Back (2019)
- One I've Been Missing (2019)
- Break Up Song (2020)
- Holiday (2020)
- Sweet Melody (2020)
- Confetti (2021)
- Love (Sweet Love) (2021)
- No (2021)

## Турнета

### Самостоятелни
- DNA Tour (2013)
- The Salute Tour (2014)
- The Get Weird Tour (2016)
- The Glory Days Tour (2017)
- Summer Hits Tour 2018 (2018)
- LM5: The Tour (2019)
- Summer 2020 Tour (2020) (отменено)
- The Confetti Tour (2022)

### Подгряващи
- The X Factor Live Tour (2012)
- Деми Ловато – The Neon Lights Tour (2014)
- Тейлър Суифт – The 1989 World Tour (2015)
- Ариана Гранде – Dangerous Woman Tour (2017)

|  | Тази страница частично или изцяло представлява превод на страницата Little Mix в Уикипедия на английски. Оригиналният текст, както и този превод, са защитени от Лиценза „Криейтив Комънс – Признание – Споделяне на споделеното“, а за съдържание, създадено преди юни 2009 година – от Лиценза за свободна документация на ГНУ. Прегледайте историята на редакциите на оригиналната страница, както и на преводната страница, за да видите списъка на съавторите. ВАЖНО: Този шаблон се отнася единствено до авторските права върху съдържанието на статията. Добавянето му не отменя изискването да се посочват конкретни източници на твърденията, които да бъдат благонадеждни. |